# برلین (آلاباما)
برلین (به انگلیسی: Berlin) یک منطقهٔ مسکونی در ایالات متحده آمریکا است که در شهرستان کلمن، آلاباما واقع شده‌است. برلین ۲۵۸ متر بالاتر از سطح دریا واقع شده‌است.